# Johann Carl Hedlinger

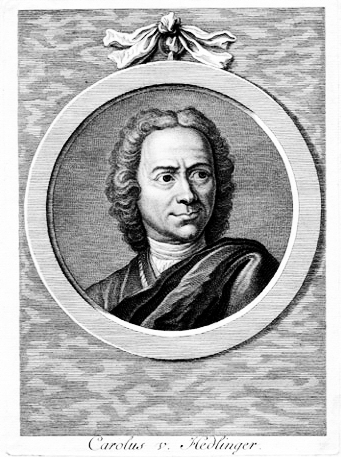
Johann Carl Hedlinger
Stick av Christian von Mechel, 1775.

Johann Carl Hedlinger, född 28 mars 1691 i Seewen nära Schwyz i Schweiz, död 14 mars 1771 i Schwyz, var en schweizisk medaljkonstnär.

## Biografi
Hedlinger sattes 1710 i lära hos en guldsmed och myntmästare Wilhelm Krauer i Sion, kantonen Valais, flyttade med honom 1711 till Luzern, deltog 1712 i Toggenburgkriget, flyttade 1715 med Krauer till Montbéliard och började där gravera medaljer. För att vidare utbilda sig for han 1716 till Nancy, där han lärde under Saint Urbain, och 1717 till Paris. Efter att ha uppehållit sig där i ett år fick han ett anbud av Georg Heinrich von Görtz, som i svenska statens angelägenheter vistades i Paris, att överta ledningen av svenska Kungliga Myntverket. Hedlinger mottog detta anbud, som åtföljdes av mycket goda ekonomiska villkor, och utnämndes till kunglig medaljör.
Bland Hedlingers första arbeten efter ankomsten till Stockholm var de så kallade Görtzska carolinerna från 1718, riksdalern med de vända lejonhuvudena (en nyhet), åtminstone ett av nödmynten ("Hoppet") samt - framför allt - en stor medalj över Karl XII:s död. Därefter följde en rad arbeten, där Hedlinger höjde den svenska medaljkonsten avsevärt. Det var utan tvivel umgänget med den klassiskt bildade Nils Keder, som i hög grad influerade honom till att skapa en från "förkonstling frigjord, av antikens konst påverkad stil", men han var även påverkad av Carl Gustaf Tessin, Carl Hårleman och Carl Reinhold Berch. År 1726 anträdde han en resa till Italien över Tyskland, Republiken Förenade Nederländerna och Schweiz. I Rom uppehöll han sig länge och utförde där medaljer över påven Benedictus XIII. 
Återkommen efter halvtannat år påbörjade han sin berömda svenska kungalängd, som sedan utfördes dels av honom själv, dels av Daniel Fehrman. Han utförde även, med vederbörligt tillstånd, flera arbeten för utlandet och gjorde även resor för samma ändamål. År 1732 besökte han Köpenhamn och vistades 1735-37 med särskilt kungligt tillstånd i Sankt Petersburg och utförde arbeten för kejsarinnan Anna Ivanovna. År 1739 företog han en resa till Schweiz, där han ingick äktenskap med en släkting, kurerade sin hälsa, besökte 1742 Berlin, där han utförde ett porträtt av Fredrik I; år 1743 var han bosatt i Freiburg im Uechtland, men återkom våren 1744, kvarlämnande hustrun i Schweiz. År 1745 blev han på Carl von Linnés förslag ledamot av svenska Vetenskapsakademien och utnämndes till hovintendent. Han hade emellertid beslutat sig för att återvända till sitt hemland och lyckades slutligen efter mycket motstånd genomdriva sin önskan om ständig tjänstledighet. Fehrman övertog med kungligt tillstånd medaljörsbefattningen och fick en del av lönen. Mot slutet av 1745 lämnade Hedlinger för sista gången Sverige. Han begav sig då tillbaka till Freiburg, men bosatte sig året därefter i Schwyz, där han förblev till sin död.
Hedlingers hem i Schwyz var ända fram till 1890-talet bevarat tämligen oförändrat som på hans tid med de föremål och samlingar han hopbragt, men 1893 såldes hans medaljsamling till Gottfried-Kellerstiftung i Zürich. Hans medaljer för Sverige uppgår till ett stort antal, och de flesta är av framstående slag. Av de tidigare kan nämnas medaljerna över Karl XII:s död (1719), Arvid Horn (1720), freden i Nystad (1721), Gustavianska medaljen (1723), Ymnighetshornsmedaljen (samma år). Av hans mästerverk kan nämnas medaljen över Nicodemus Tessin den yngre (1728), Bankomedaljen (1729), Riddarhusmedaljen (1731), medaljerna över Gustaf Cronhielm (1731; slagen 1734), Anna Ivanovna (1735), Ständernas endräkt ("Concordia felix", 1739), Carl Gustaf Tessin (samma år), Ulrika Eleonoras död (1741), Lovisa Ulrikas ankomst (1744), Vetenskapsakademien i Berlin (1747), Fredrik den store (1750), Bernermedalj (1752), Svenska Vetenskapsakademien (1760), Nils Keder (1766), Karl XII ("Hercules sueonum", 1769, som aldrig präglades, utan blott finns i gjutna exemplar). Hedlinger  är representerad vid bland annat Nationalmuseum i Stockholm.